# Kadov (district de Strakonice)
Pour les articles homonymes, voir Kadov.
Kadov (en allemand : Kadau) est une commune du district de Strakonice, dans la région de Bohême-du-Sud, en République tchèque. Sa population s'élevait à 377 habitants en 2020.

## Géographie
Kadov se trouve à 19 km au nord-nord-ouest de Strakonice, à 70 km au nord-ouest de České Budějovice et à 89 km au sud-sud-ouest de Prague.
La commune est limitée par Lnáře au nord, par Tchořovice au nord-est, par Blatná à l'est, par Lažánky, Záboří et Čečelovice au sud, et par Slatina et Hradiště à l'ouest.

## Histoire
La première mention écrite du village date de 1352.

## Géographie
La commune se compose de cinq quartiers :
- Kadov
- Lnářský Málkov
- Mračov
- Pole
- Vrbno